# Tetragoneura araucana
Tetragoneura araucana är en tvåvingeart som beskrevs av Duret 1976. Tetragoneura araucana ingår i släktet Tetragoneura och familjen svampmyggor. Inga underarter finns listade i Catalogue of Life.